# Jakten på det perfekta livet
Jakten på det perfekta livet är en TV-serie i SVT, sänd i åtta avsnitt under hösten och vintern 2012. Serien kan ses som en uppföljning till Jakten på lyckan (2011) med samma programledare.
I serien reser programledaren Hanna Hellquist runt med bil för att träffa människor som lever det perfekta livet. Hanna Hellquists bästa vän Linda Hjertén medverkar även i programmet.